# Bethany (Harrison County)
|  | Dieser Artikel wurde aufgrund von inhaltlichen Mängeln auf der Qualitätssicherungsseite des Projektes USA eingetragen. Hilf mit, die Qualität dieses Artikels auf ein akzeptables Niveau zu bringen, und beteilige dich an der Diskussion! Eine nähere Beschreibung der zu behebenden Mängel fehlt. |

Bethany ist die Hauptstadt von Harrison County im US-Bundesstaat Missouri. Das U.S. Census Bureau hat bei der Volkszählung 2020 eine Einwohnerzahl von 2915 ermittelt.

## Persönlichkeiten
- Benjamin Prentiss (1819–1901), General des Unionsheeres während des Amerikanischen Bürgerkriegs
- Frank Buckles (1901–2011), Veteran des Ersten Weltkriegs